# Friluftsrådet
Friluftsrådet er en paraplyorganisation for organisationer, der har friluftsliv, natur og miljø som interesse. Friluftsrådet blev stiftet i 1942 af en række organisationer. I dag er der 92 medlemsorganisationer.
Friluftsrådets formål er at støtte og opmuntre til friluftsliv og naturforståelse under hensyntagen til natur og miljø.
Friluftsrådet skal herunder over for offentligheden varetage såvel de tilsluttede organisationers som den almene befolknings behov for og interesser i et aktivt friluftsliv.
Desuden skal Friluftsrådet fungere som rådgivende organ for de offentlige myndigheder.
Friluftsrådet har en bestyrelse på 11 med rod i medlemsorganisationerne. Sekretariatet ligger i København og beskæftiger ca. 35 personer.
Friluftsrådet administrerer "Tips- og lottomidler til Friluftslivet" og fordeler hvert år ca. 60 mio. kr. fortrinsvis til friluftsprojekter, naturformidling og naturvejledning. Det er væsentligt, at midlerne går til projekter, der fremmer fællesskab og kommer mange til gavn.
Friluftsrådet har et landsdækkende netværk af frivillige, som er organiseret i 23 kredse.
Organisationen varetager en række miljøundervisningsprojekter, bl.a. Blå Flag i Danmark, Grønt Flag, Grøn Skole og Grønne Spirer. Et af de seneste projekter er Kløverstier, som åbnede 10 steder i landet i 2011.
Endvidere er Friluftsrådet værtsorganisation for Foundation for Environmental Education, FEE.

## Eksterne links
- Friluftrådets hjemmeside Arkiveret 16. november 2020 hos  Wayback Machine